# Chrysolina sturmi
Chrysolina sturmi es un escarabajo de la familia de los escarabajos de las hojas (Chrysomelidae).

## Características
Los adultos alcanzan una longitud de entre 6 y 10 milímetros. Tienen un cuerpo azul-negro a negro con un brillo púrpura. Las antenas son, al igual que los palpos, de color marrón. Los tarsos son más anchos en el macho que en la hembra, y de color rojizo, lo que distingue a la especie de una serie de especies más o menos similares del género Chrysolina. 

## Distribución y hábitat
La especie se encuentra en gran parte de Europa con excepción de la península ibérica, algunas islas del Mediterráneo y Grecia. Viven en áreas de bosque húmedo y en los bordes del bosque, pero también se encuentran en prados húmedos, en parques y, más raramente, también en áreas ruderales y al borde de los campos. Se pueden encontrar, por ejemplo, en hiedra terrestre (Glechoma hederacea). Hibernan como adultos bajo piedras, paja y matas de hierba. 

## Galería de imágenes

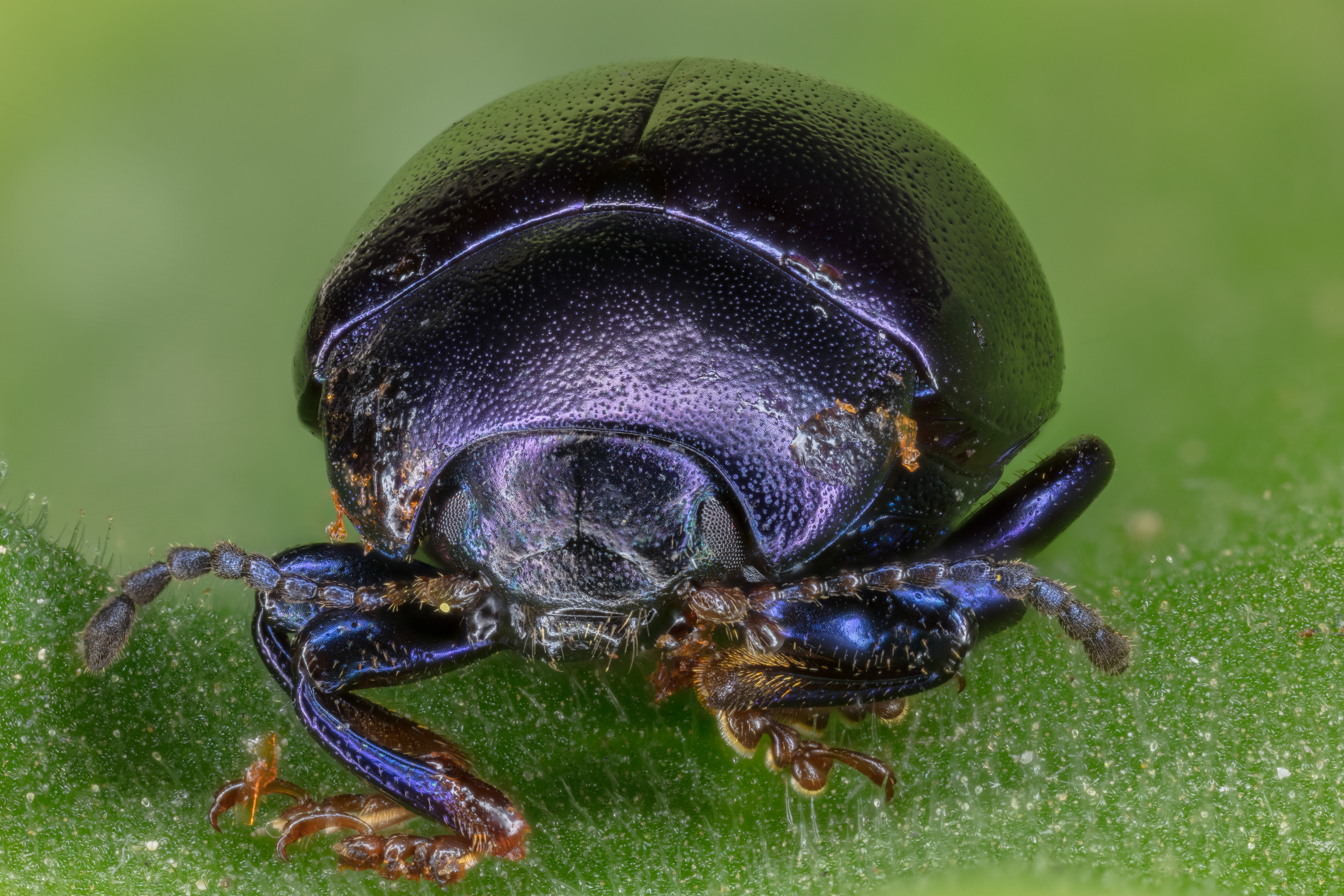
Vista frontal.
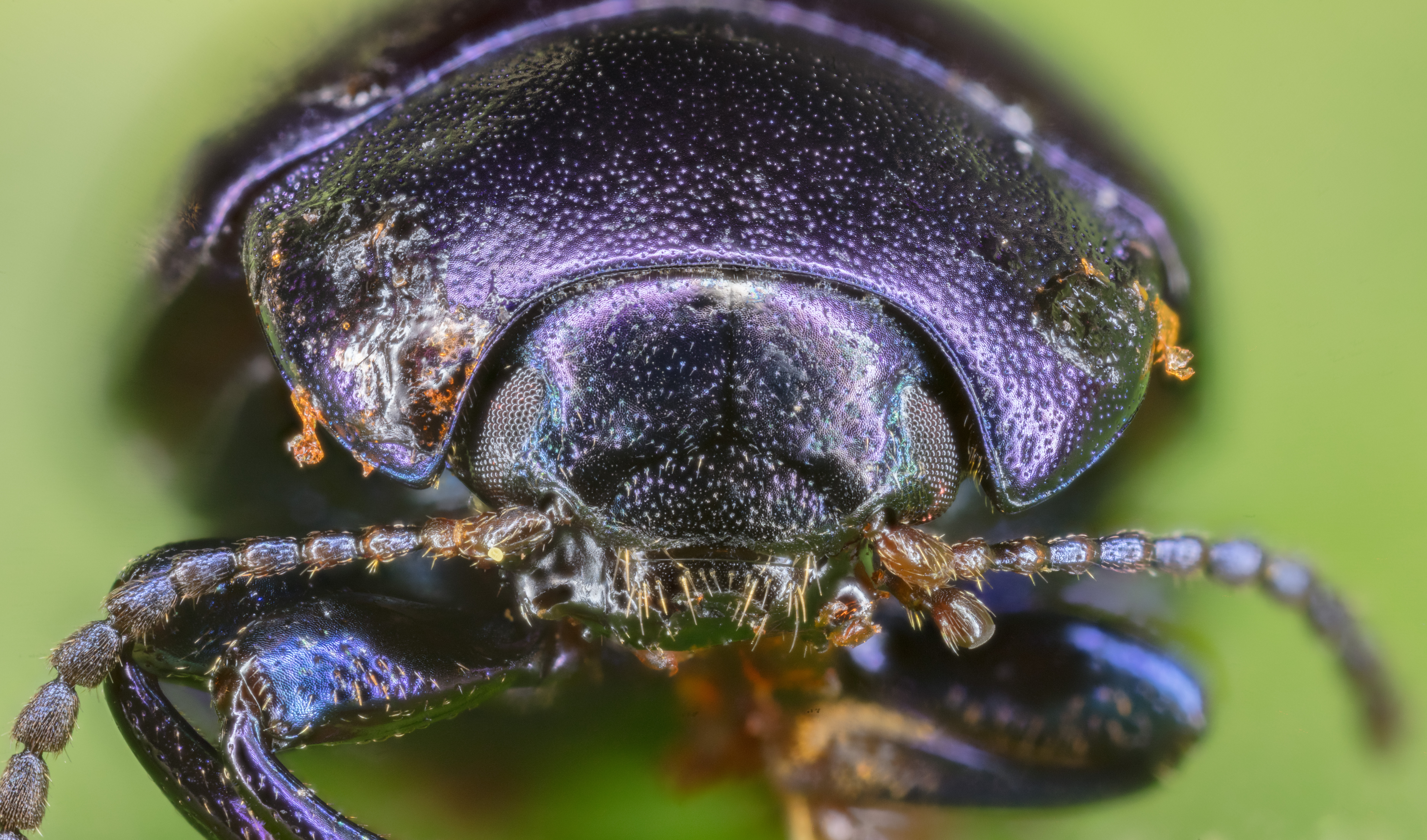
Detalle.
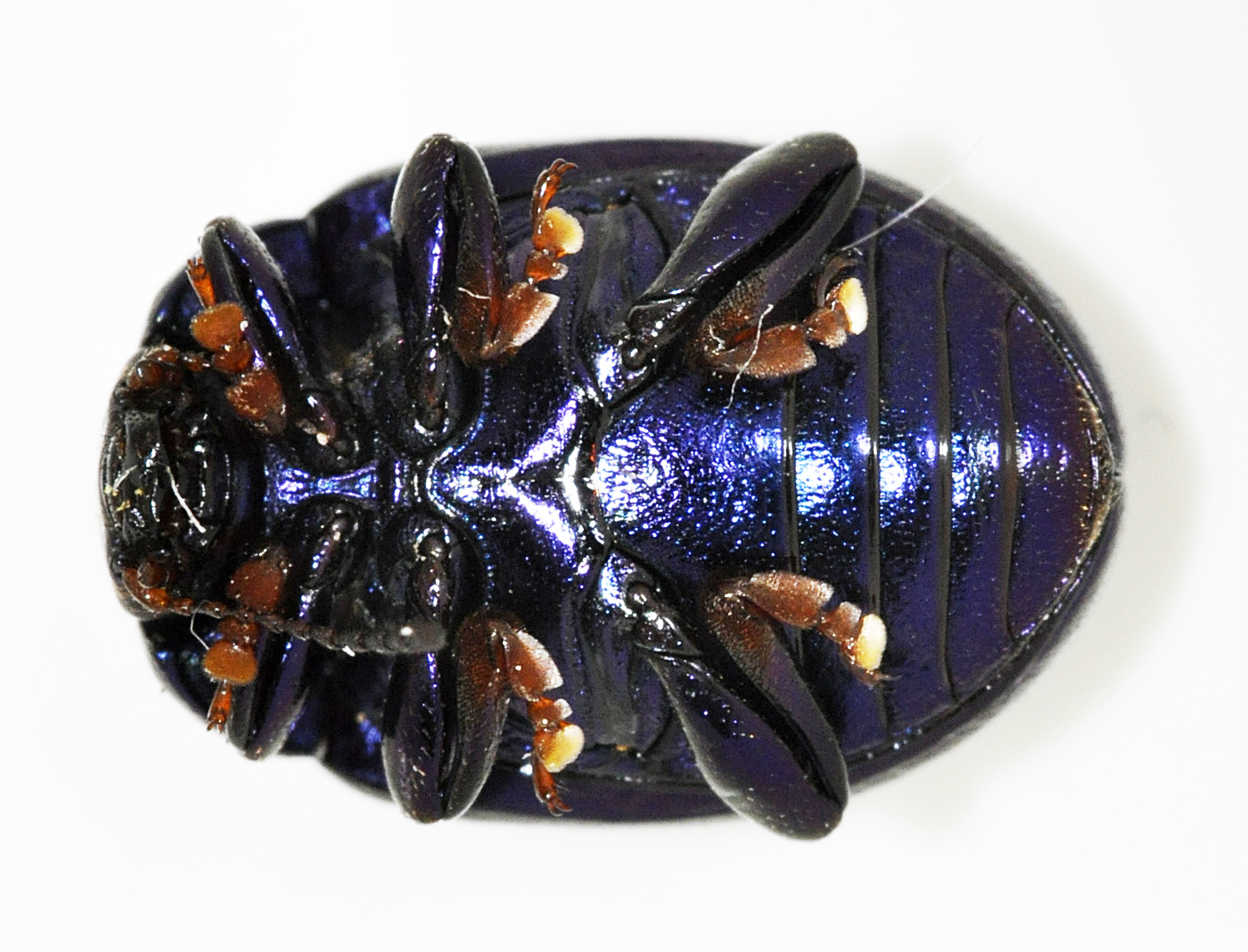
Vista ventral.